# Giuseppe Garrone
Giuseppe Garrone (Vercelli, 10 novembre 1886 – Col della Berretta, 14 dicembre 1917) è stato un magistrato e militare italiano.
Giudice di Tribunale, si arruolò volontario nel Regio Esercito partecipando alla prima guerra mondiale. Caduto sul Monte Grappa, per il suo comportamento fu insignito della Medaglia d'oro al valor militare alla memoria.

## Biografia
Giuseppe Garrone – sin dall'infanzia affettuosamente chiamato Pinotto o Toto – era il figlio terzogenito del matematico Luigi Garrone e della moglie Maria Ciaudano. Si laureò in Giurisprudenza a Torino con una tesi sulle Servitù irregolari nel diritto romano e nel diritto odierno, pubblicata per la casa editrice Sacerdote. Appassionato di alpinismo, fu, assieme al fratello minore Eugenio (anch'egli brillante studente di legge nella medesima città), tra i fondatori della Sezione Universitaria del Club alpino italiano (Sucai). Nel 1908 si classificò primo al concorso da magistrato, venendo impiegato al Massimario di Roma. Non entusiasta del lavoro sedentario – al Massimario si prendevano in esame le sentenze della Corte di cassazione – chiese il trasferimento alla Procura del re di Torino. La passione per la montagna lo indusse a spostarsi ancora: fu così che divenne pretore a Morgex in Valle d'Aosta. Intanto, aveva pubblicato numerosi articoli giuridici sulla Rivista penale e sul Digesto italiano. Dotato di un carattere orgoglioso e onesto e di uno spirito fortemente patriottico, svolse i propri incarichi con molto impegno, come testimoniano alcuni aneddoti che il nipote Alessandro racconterà molto più tardi, ravvisando nello zio anche una certa sfrontatezza.
Non rimase molto nemmeno in Val d'Aosta. Alla fine del 1913, dopo che la Libia era diventata italiana, andò a fare il giudice al tribunale di Tripoli. Dall'Africa settentrionale inviava numerose missive alla famiglia, elogiando da un lato una città incantevole e dal «clima delizioso», e lamentandosi al contempo per un tribunale con colleghi che «perdono un gran tempo a dire che c'è molto lavoro e a darsi delle grandi arie tra questi beduini, arabi e ebrei». In Libia combatté con la guarnigione contro gli arabi a Tarhuna e venne ferito per due volte. Rientrò in Italia, nominato sottotenente del 1º Reggimento alpini nel battaglione Mondovì.
Vennero gli anni della prima guerra mondiale, che nell'immaginario di molti intellettuali patrioti doveva portare al completamento del Risorgimento nazionale, con l'acquisizione di Trento e Trieste. Nella famiglia Garrone si condivideva questa idea, anche se Giuseppe era quello che vi aderiva col maggiore entusiasmo. Riuscì a imporre le sue vedute al fratello Eugenio, spirito più incline alla poesia e alla riflessione, e inizialmente piuttosto turbato al pensiero di prendere parte al conflitto.
Alla leva i due fratelli furono riformati per «esilità toracica», ma nulla poteva distoglierli dal desiderio di andare a combattere. Dal novembre del 1915 al gennaio 1916 Giuseppe venne dislocato a Chaz Dura come istruttore, e nel febbraio del 1916 partì per il fronte con un reparto di sciatori del battaglione "Monte Saccarello" con destinazione Carnia, iniziando dal mese successivo a mandare regolari lettere alla famiglia. Nell'autunno 1917 fu nominato capitano e assunse il comando della 69ª compagnia del battaglione Gemona dell'8º Reggimento alpini. Qui ritrovò Eugenio. Durante il ripiegamento sul Piave, riuscì a uscire dall'accerchiamento nel quale si trovava.
Trasferito sul Monte Grappa, prese il comando della 6ª compagnia del Battaglione alpini Tolmezzo. Il 12 ottobre passò al tribunale del XXIII Corpo d'Armata con funzioni di giudice, ma ottenne di essere reinviato al fronte, dove il 14 dicembre venne ferito. Durante il trasporto al posto di medicazione rimase ucciso dallo scoppio di una granata, assistito dal fratello Eugenio Garrone, che, egli stesso ferito, morirà, dopo essere stato catturato, in un ospedale austriaco a Salisburgo.
La sorella Margherita otterrà di aggiungere il cognome di nubile al cognome del marito. Dal suo matrimonio con Luigi Galante professore di liceo e famoso latinista del tempo (nel 1906 aveva vinto il Certamen poeticum Hoeufftianum di Amsterdam superando, tra gli altri, Giovanni Pascoli) nasceranno Alessandro Galante Garrone e Carlo Galante Garrone.

## Onorificenze
Capitano (Alpini, Comandante della 69ª compagnia del battaglione "Gemona" dell'8º reggimento Alpini) 

### Riconoscimenti
- Billiemme (VC) ha dedicato ai due fratelli medaglia d'oro al valor militare un monumento.
- Nel 1935 il governatorato di Roma, retto da Francesco Boncompagni Ludovisi, dedicò ai due fratelli la nuova scuola elementare al Lido di Roma.